# Les Montets
Les Montets – gmina (fr. commune; niem. Gemeinde) w Szwajcarii, w kantonie Fryburg, w okręgu Broye. Powstała 1 stycznia 2004 z połączenia gmin Aumont, Frasses, Granges-de-Vesin i Montet (Broye).  

## Demografia
W Les Montets mieszka 1586 osób. W 2020 roku 17,5% populacji gminy stanowiły osoby urodzone poza Szwajcarią.

## Transport
Przez teren gminy przebiega autostrada A1 oraz drogi główne nr 150 i nr 186.